# Vijverhof (Den Haag)
Vijverhof (vroeger Noyelleshuis) is een gebouw uit de zeventiende eeuw op het Buitenhof 37 in Den Haag.

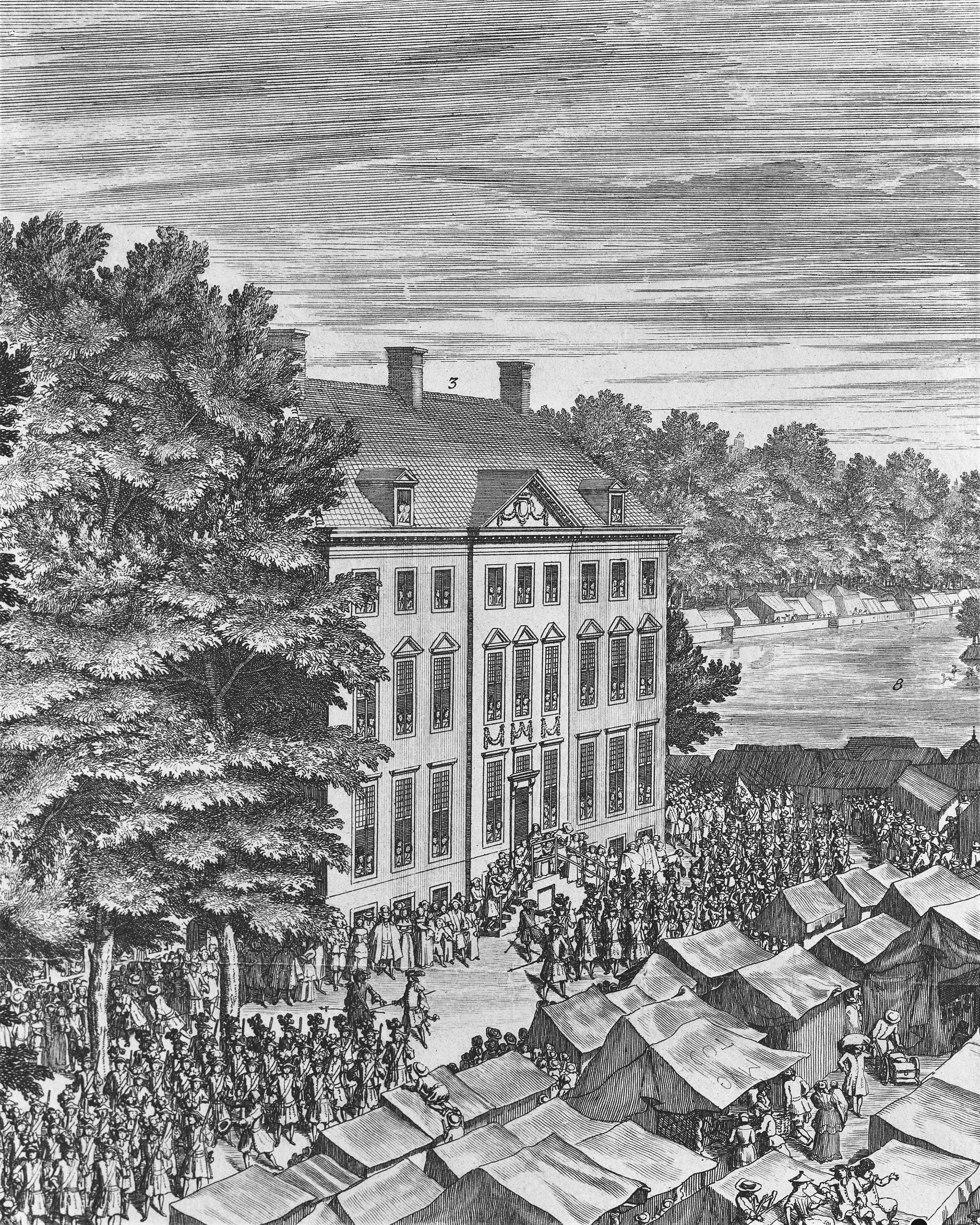
Het huis van Jacques-Louis de Noyelles in 1686. Detail van een prent door Daniël Marot

Het perceel werd in 1642 door de uit Hessen afkomstige overste Georg Reinhard Widerholt van de Grafelijkheid van Holland gekocht. Widerholt was een beroepsmilitair (huurling) die een door hem geworven eskadron Waalse ruiters commandeerde. Widerholt liet ter plekke een huis liet bouwen door steenhouwer Adriaanszoon 't Hooft en metselaar Thomas Jasperssen Hogendorp. Het perceel was te klein om er ook een koetshuis en stallen te bouwen. Nadat de bouw voltooid was, was hij er financieel slecht aan toe. Zijn inboedel werd verkocht en hij nam door toedoen van Graaf Hendrik van den Berg met de door hem geworven troepen dienst in het Staatse leger. Hij stierf aan de gevolgen van op het slagveld opgelopen verwondingen op 8 februari 1648 en werd in de Nieuwe Kerk te Delft begraven. Op zijn grafsteen stond vermeld: 'Georg Reinhard Widerholt van Weidenhoven, door zijne Roomsch-Keizerlijke Majesteit tot Ridder geslagen, Heer van Pouderojen, collonel en gouverneur in Boekholt.
In 1680 kwam het in handen van Jacques-Louis graaf de Noyelles († 1708) en zijn echtgenote Sophie Charlotte gravin d'Aumale. Zij ontving iedere zondag gasten, hij was weinig thuis. Hij was hugenoot en net als Widerholt  militair en sinds 1674 in Nederlandse dienst. In 1680 werd hij kolonel van een Zeeuws regiment en in 1694 gouverneur van Bergen op Zoom. In 1702, na een overwinning op de legers van Lodewijk XIV, werd hij benoemd tot generaal. In 1703 droeg hij het commando over aan zijn zoon. Zij woonden op het Buitenhof tot 1705. Hij sneuvelde in Spanje in 1708.
Na het overlijden van zijn echtgenote gingen de bezittingen over naar haar neef graaf D'Aumale, die het verhuurde aan onder meer baron Grovestins, de opperstalmeester van Willem IV. In 1756 wordt de ingang verplaatst en kwam deze naast nummer 38; ook werden de ramen gemoderniseerd. In 1757 liet mevrouw Grovestins voor haar verzameling exotische objecten door Daniël Marot een kabinet vervaardigen.
In 1766 kocht Willem V het huis. Zelf woonde hij ertegenover, Hij had ook een verzameling exotische objecten en wilde in nummer 37 hiervoor een dependance maken. Op de begane grond kwam een grote bibliotheek, op de eerste verdieping een aparte kamer voor opgezette dieren (reptielen, slangen, een nijlpaard en een giraffe) en op de tweede verdieping stelde hij kleding uit China en Ceylon tentoon. In 1795 werd het huis leeggeroofd door de Fransen.
In de 19de eeuw werd het huis gebruikt als sociëteit, school en tekenacademie. Sinds 1876 was het Kadaster hier gevestigd (de Bewaring van Hypotheken, de Landmeetkundige Dienst, de Grondbelastingen en de Tekenkamer).
In 1971 wordt de ingang teruggebracht naar het midden van de gevel. Het pand heet vanaf dan Vijverhof en werd eerst gebruikt als dependance van de Tweede Kamer. In 1972 werd het pand verbouwd door architect De Lussanet de la Sablonière en van 2005-2007 weer gerestaureerd. Tegenwoordig zijn de Wetenschappelijke Raad voor het Regeringsbeleid (WRR) en de Dienst Publiek en Communicatie (DPC) van het Ministerie van Algemene Zaken in het pand gehuisvest.